# Đá vôi
Đá vôi là loại một loại đá trầm tích, về thành phần hóa học chủ yếu là khoáng vật calcit và aragonit (các dạng kết tinh khác nhau của calci cacbonat CaCO3). Đá vôi ít khi ở dạng tinh khiết, mà thường bị lẫn các tạp chất như đá phiến silic, silica và đá mácma cũng như đất sét, bùn, cát, bitum... nên nó có màu sắc từ trắng đến màu tro, xanh nhạt, vàng và cả màu hồng sẫm, màu đen. Đá vôi có độ cứng 3, khối lượng riêng 2.600 ÷ 2.800 kg/m³, cường độ chịu nén 1700 ÷ 2600 kg/cm², độ hút nước 0,2 ÷ 0,5%.

## Các loại đá vôi
Đá vôi nhiều silic có cường độ cao hơn, nhưng giòn và cứng. Đá vôi đôlômit có tính năng cơ học tốt hơn đá vôi thường. Đá vôi chứa nhiều sét (lớn hơn 3%) thì độ bền nước kém. Travertin là một loại đá vôi đa dạng, được hình thành dọc theo các dòng suối; đặc biệt là nơi có thác nước và quanh suối nước nóng hoặc lạnh. Tufa, đá vôi xốp được tìm thấy gần các thác nước hay là được hình thành khi các khoáng chất cacbonat kết tủa ra khỏi vùng nước nóng. Coquina là một đá vôi kết hợp kém bao gồm các mảnh san hô hoặc vỏ sò.

## Đặc điểm
- Khối lượng riêng là 2,6-2,8 g/cm³
- Cường độ chịu nén 45-80 MPA
- Dễ dàng gia công thành các loại vật liệu dạng hạt
- Không cứng bằng đá cuội, bị sủi bọt khi nhỏ giấm chua vào và bay khí

### Xâm thực núi đá vôi
Hiện tượng này có thể thấy qua quá trình tạo thành các thạch nhũ trong các hang động.
Phương trình hóa học:
(1) CaCO3 + CO2 + H2O ↔ Ca(HCO3)2 (2)
Chiều phản ứng thuận (1)->(2) diễn tả quá trình xâm thực núi đá vôi.
Chiều phản ứng nghịch (2)->(1) diễn tả quá trình hình thành thạch nhũ trong các hang động.

## Các cách sử dụng
Đá vôi không rắn bằng đá granit, nhưng phổ biến hơn, khai thác và gia công dễ dàng hơn, nên được dùng rộng rãi hơn. Đá vôi thường được dùng làm cốt liệu cho bê tông, dùng rải mặt đường ô tô, đường xe lửa, và dùng trong các công trình thủy lợi nói chung, cũng như để chế tạo tấm ốp, tấm lát và các cấu kiện kiến trúc khác. Đá vôi là nguyên liệu để sản xuất vôi và xi măng.

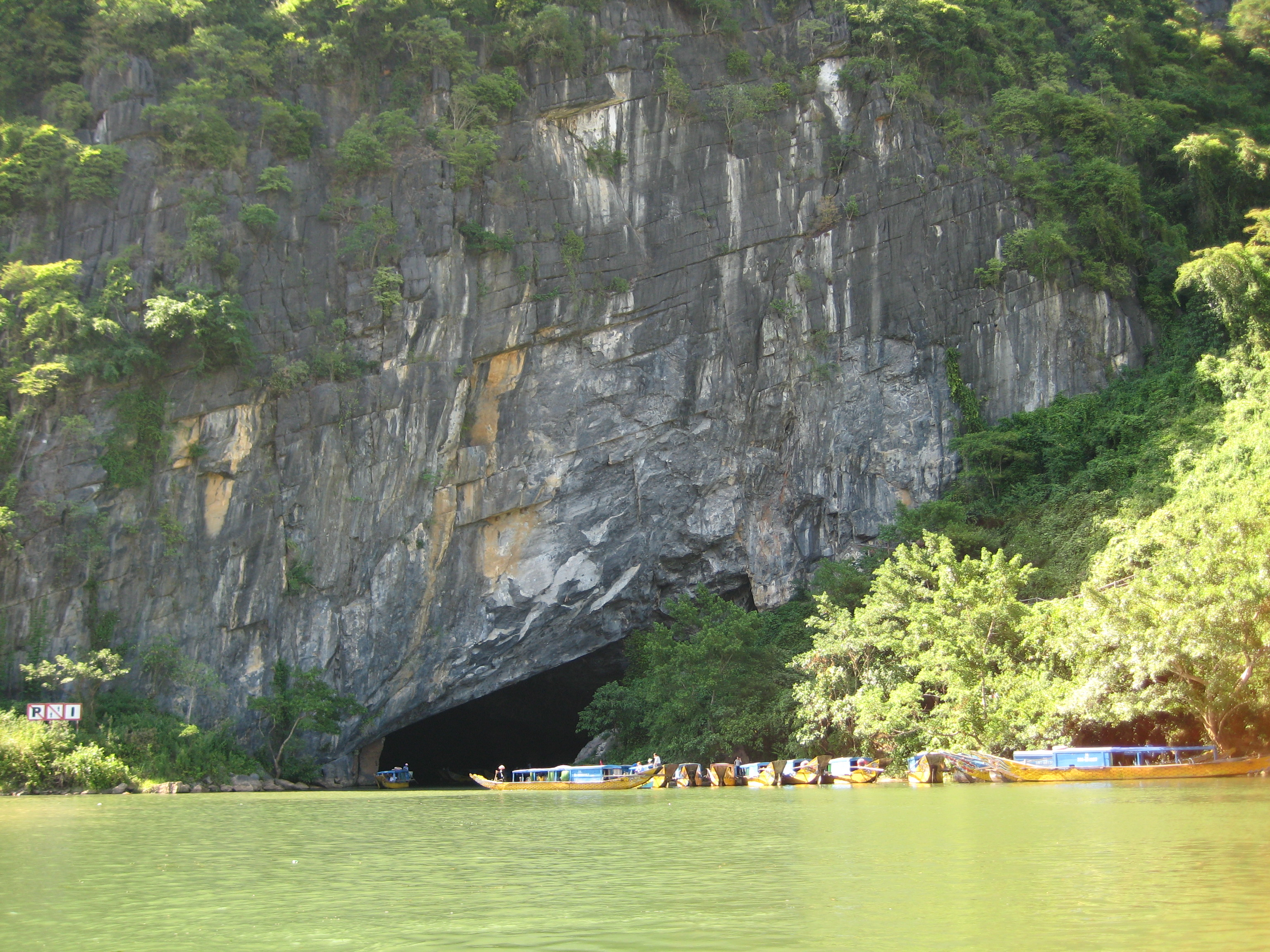
Cửa vào động Phong Nha
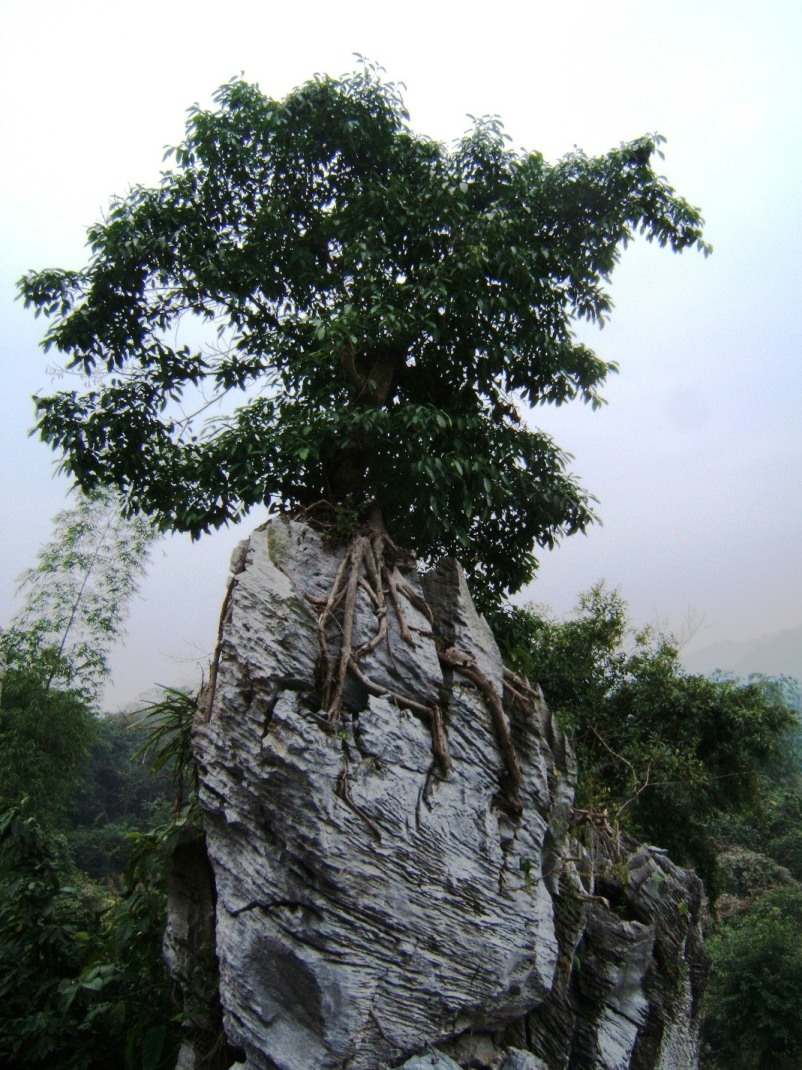
Cây sống trên chỏm núi đá vôi Hà Giang.
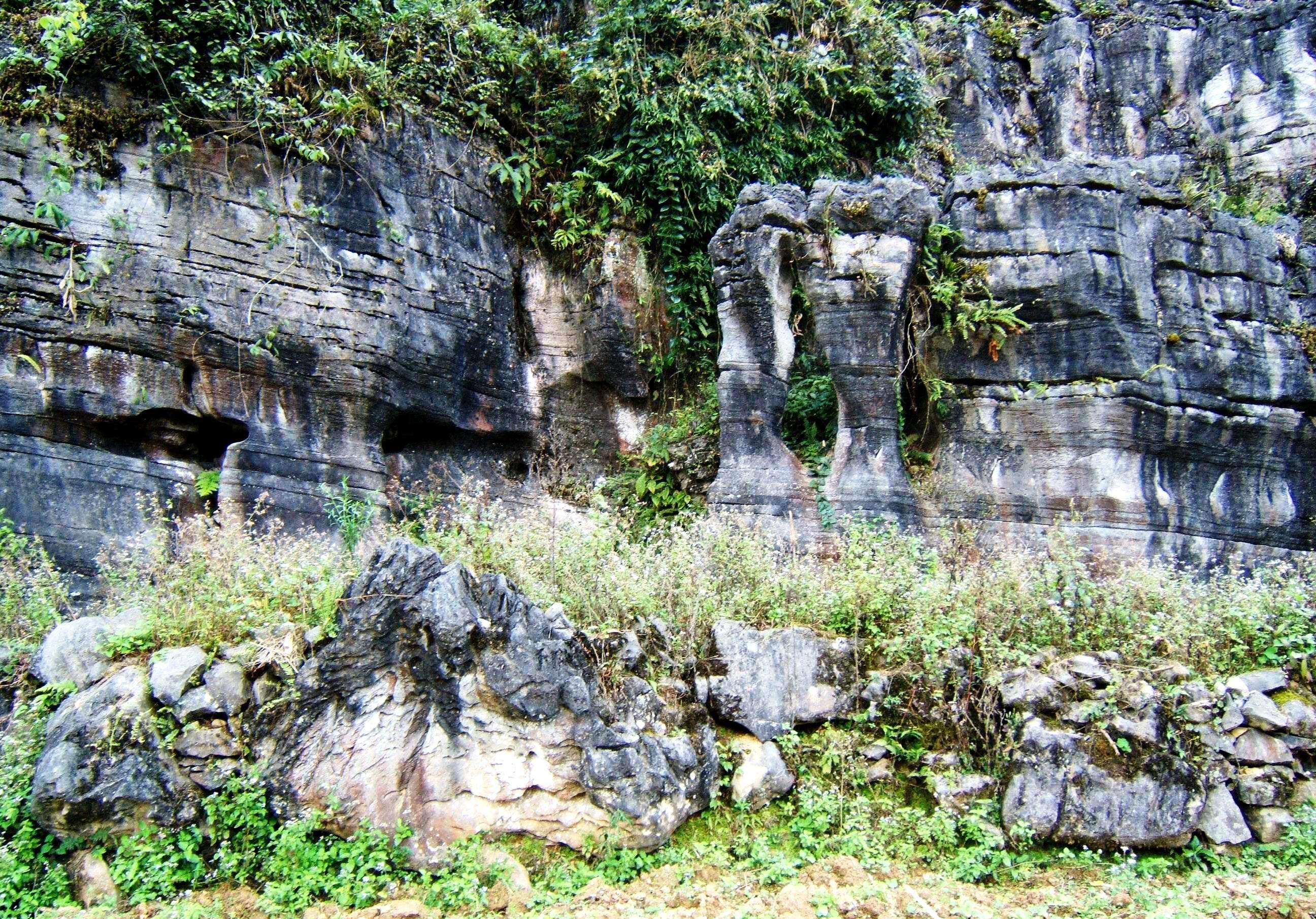
Xâm thực đá vôi ở hồ cổ tại Đồng Văn, Hà Giang
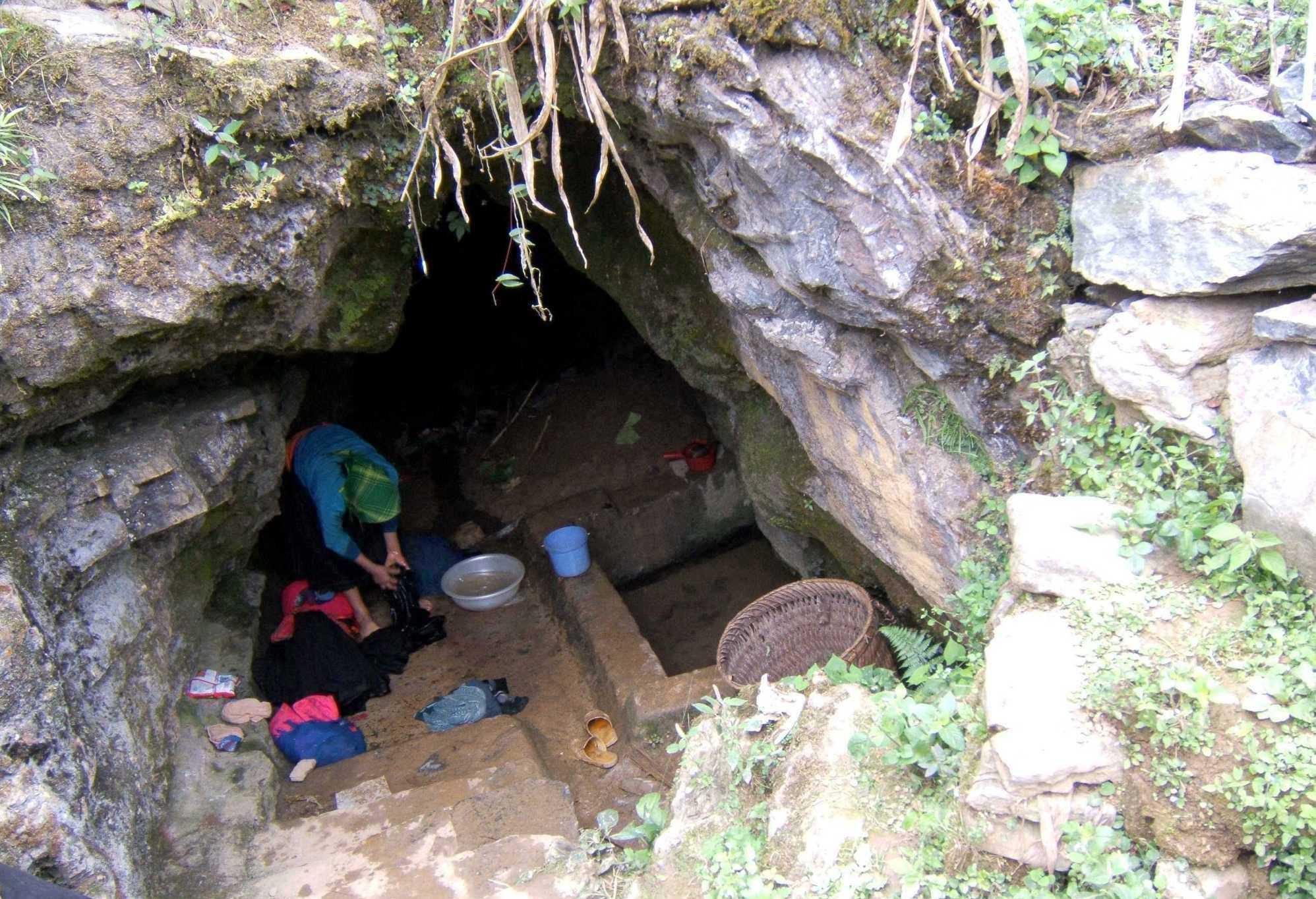
Hang karst nhỏ trong núi đá vôi, nguồn nước hiếm hoi cho mùa khô.
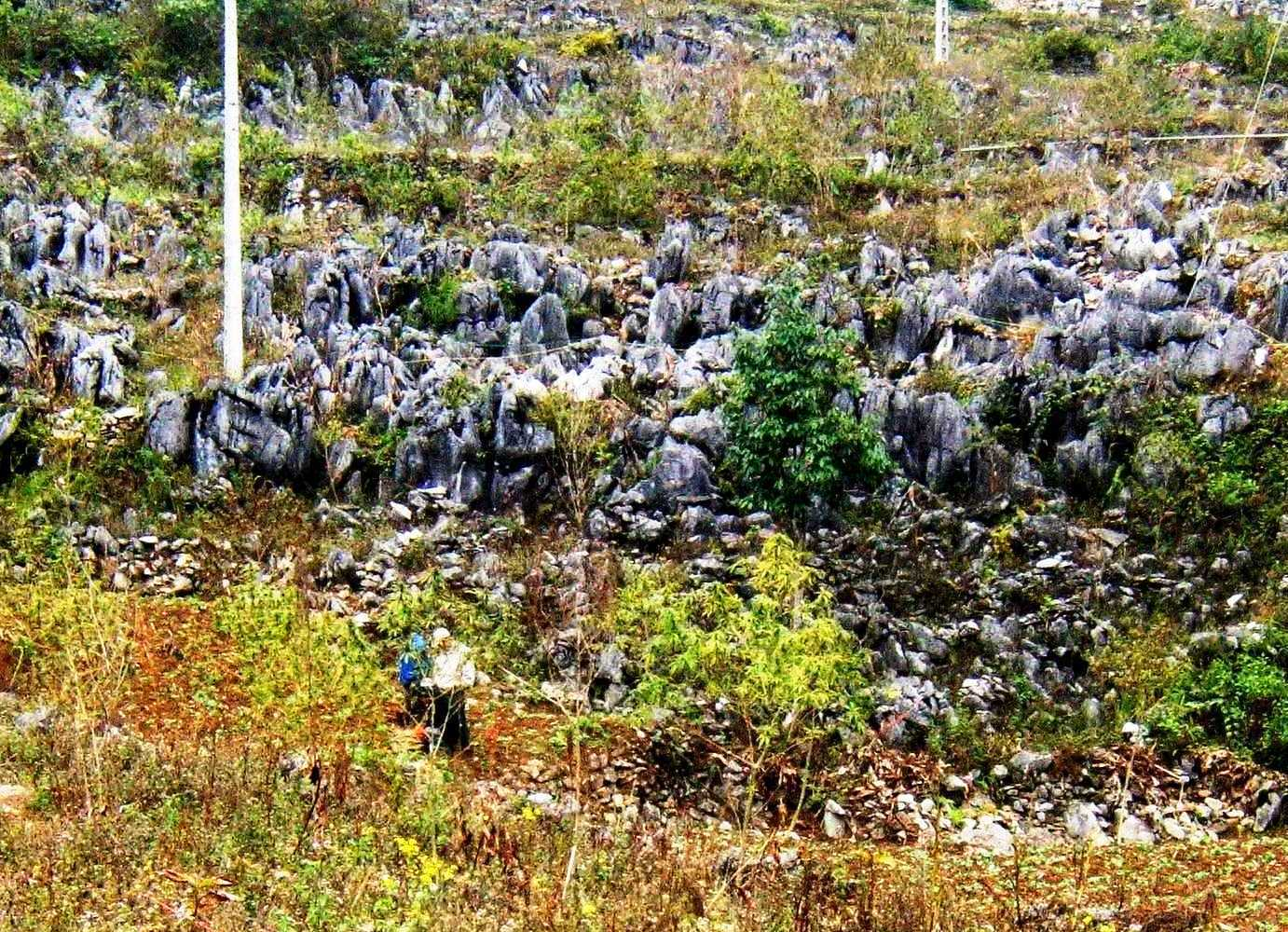
Đá tai mèo và hố sụt do karst trong đá vôi, xã Sính Lủng Hà Giang
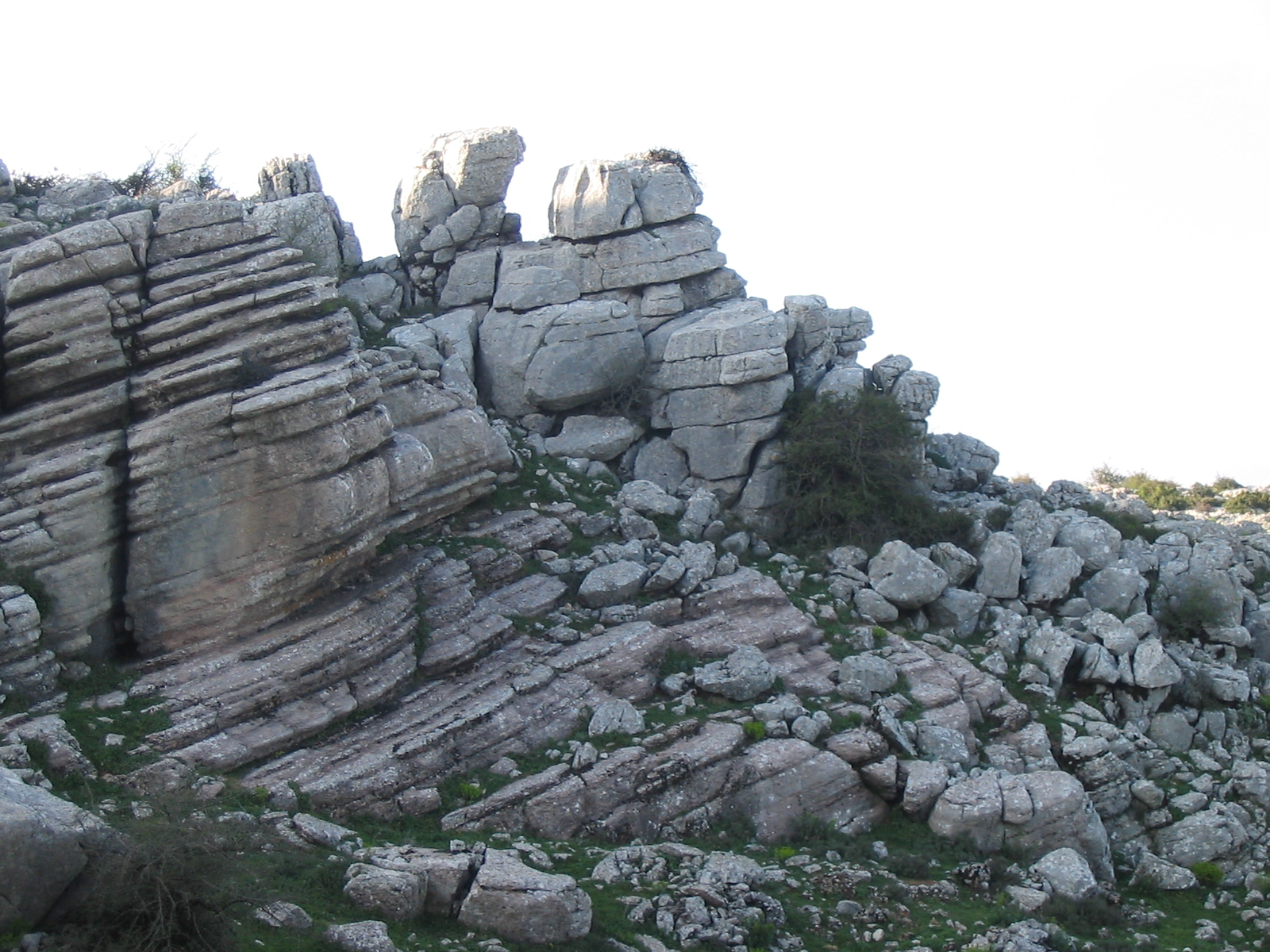
Vượt đá vôi trong khu bảo tồn thiên nhiên Torcal de Antequera của Málaga, Tây Ban Nha
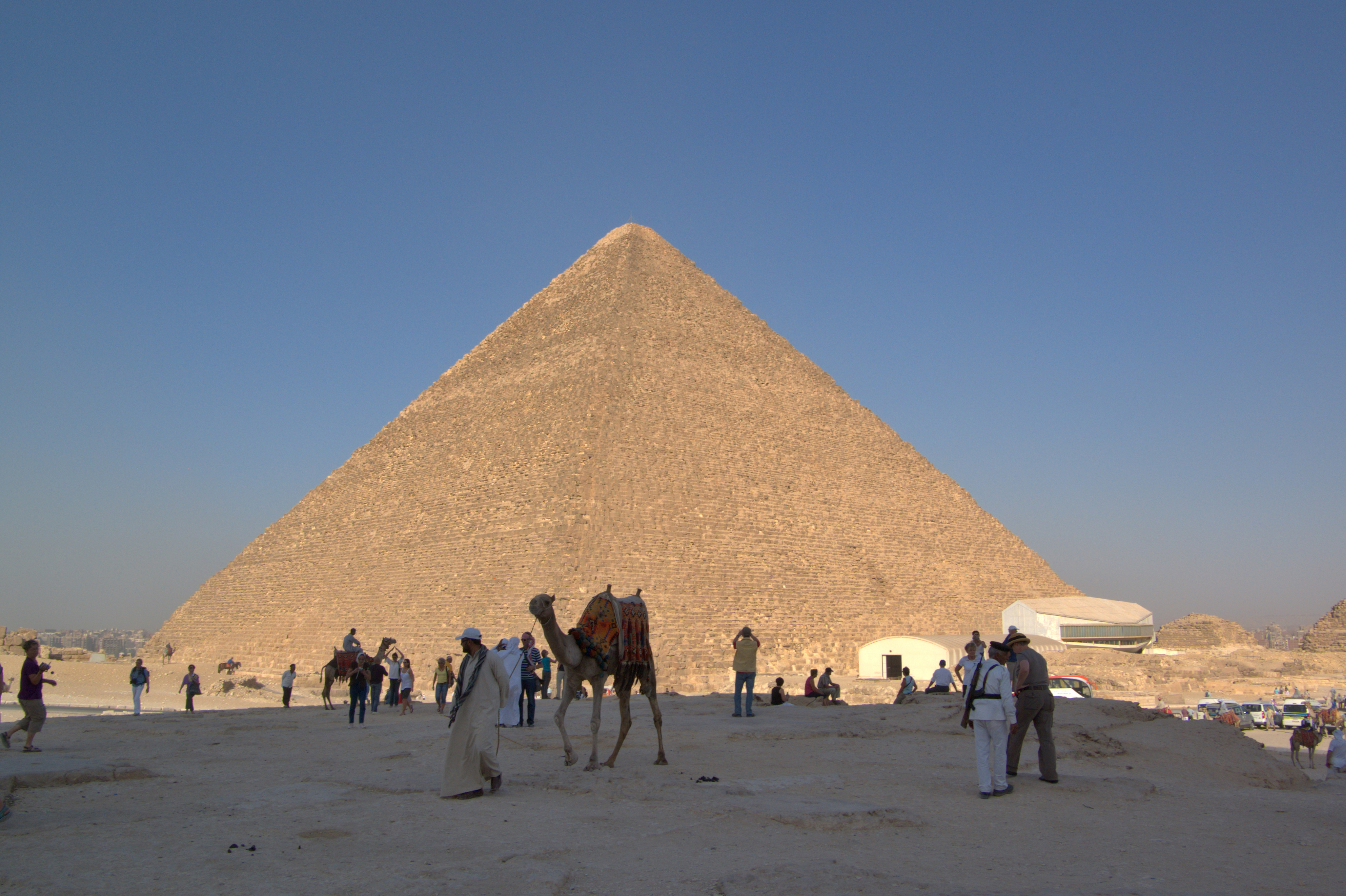
Kim tự tháp Giza, một trong bảy kỳ quan của thế giới cổ đại, có vỏ ngoài được làm từ đá vôi.
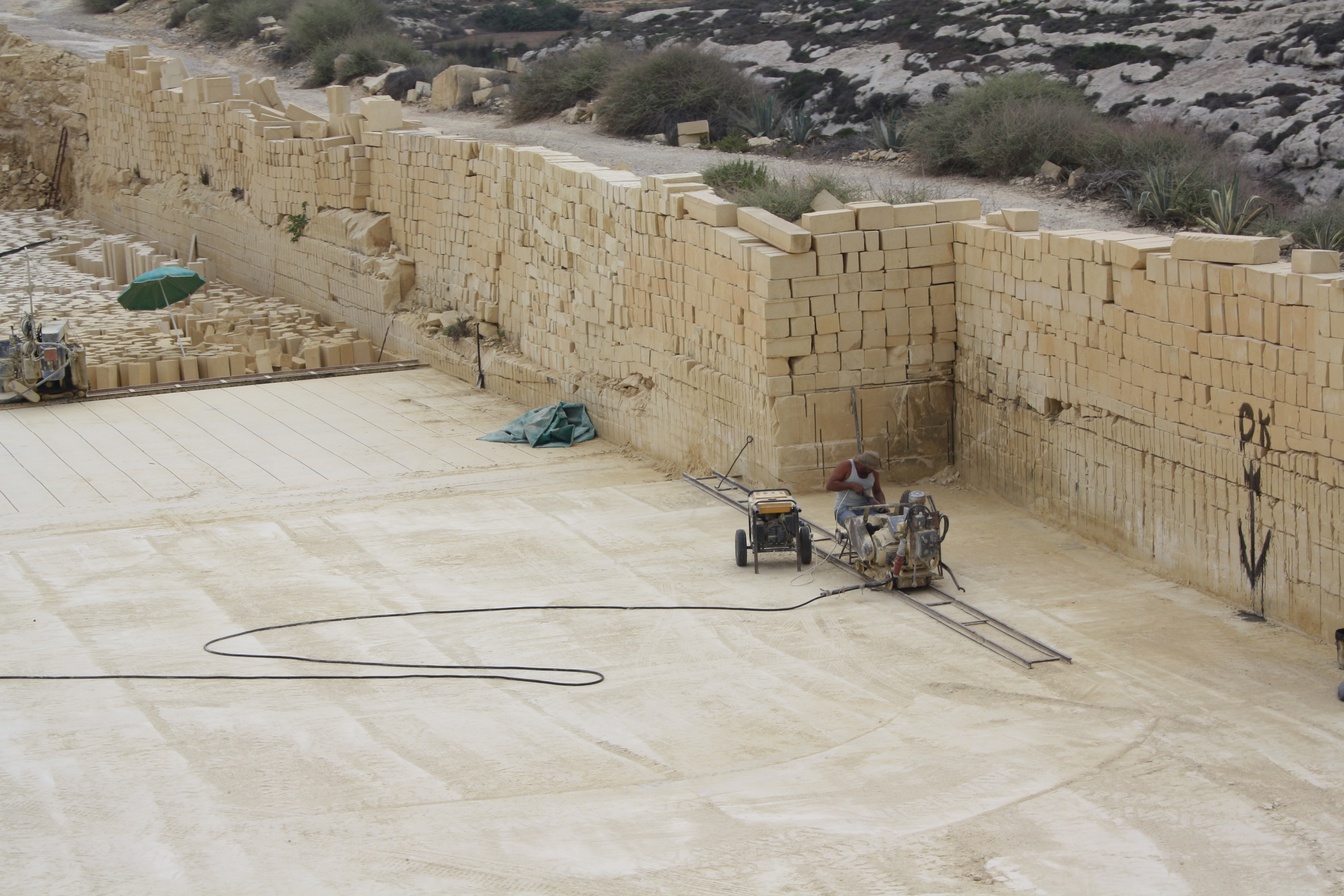
Những tảng đá vôi  cắt tại mỏ đá ở Gozo, Malta
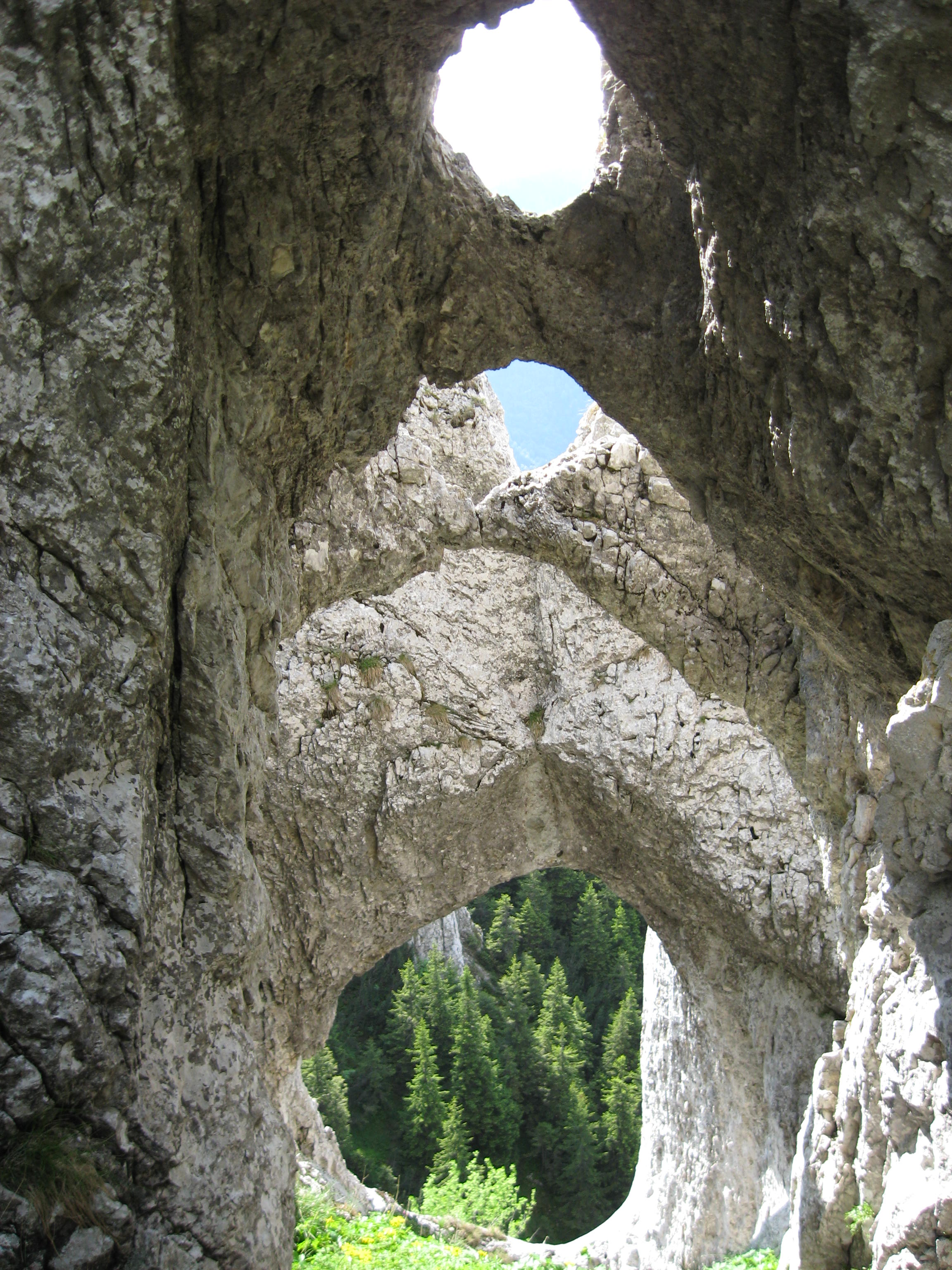
Cổng đá vôi tại dãy núi Piatra Craiului, Romania
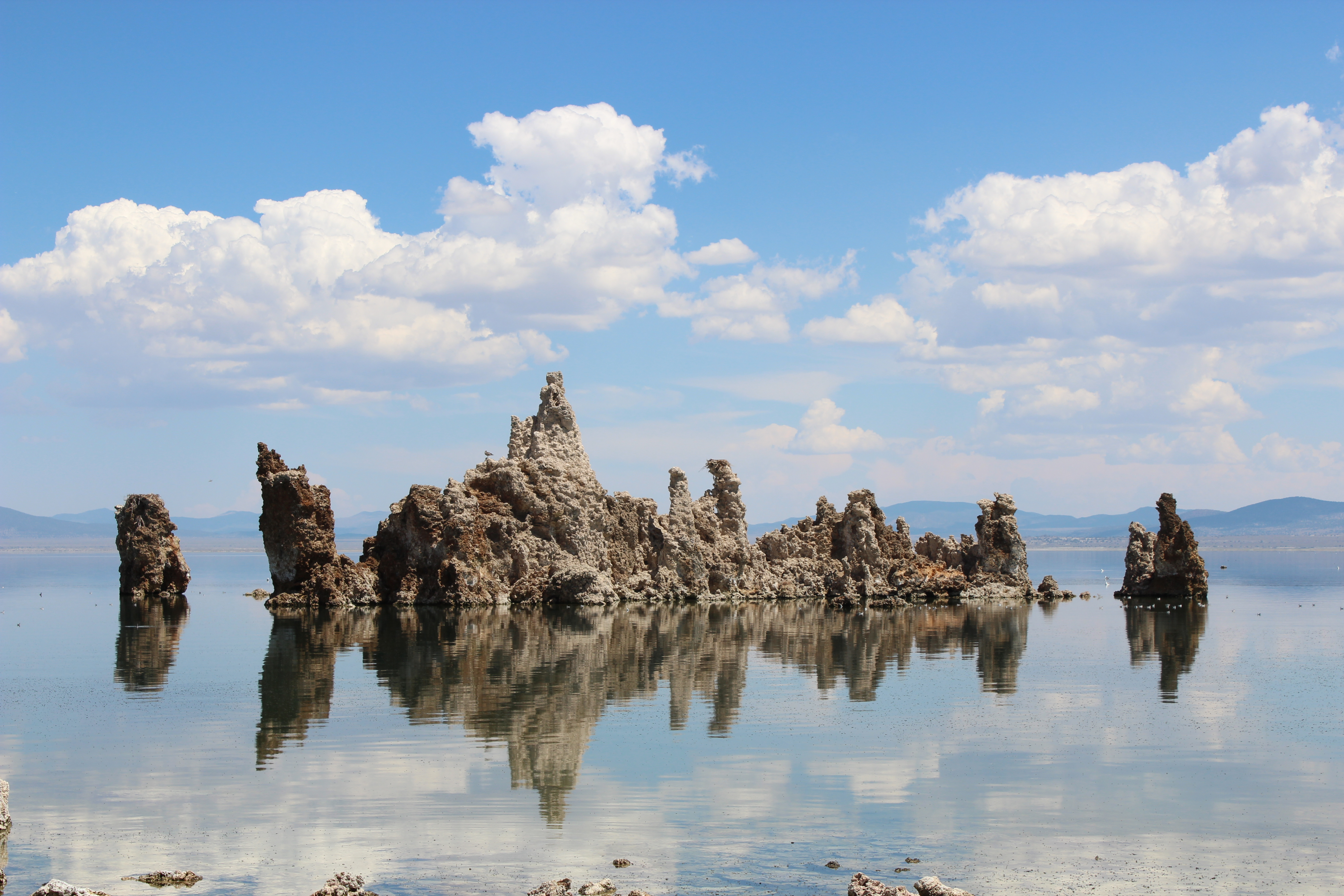
Đá tufa kết tủa trên mặt hồ nước mặn Mono, California

## Phong cảnh vùng đất đá vôi
- Núi Tai Mèo
- Hang động Karst
- Đồng bằng Karst
- Động Phong Nha
- Vịnh Hạ Long